# Carbalia
Carbalia (in gagauzo Kırbaalı, in russo Karbalija – Карбалия) è un comune della Moldavia situato nella Gagauzia di 534 abitanti al censimento del 2004.

## Società

### Evoluzione demografica
In base ai dati del censimento, la popolazione è così divisa dal punto di vista etnico:
| Etnia       | Abitanti | %     |
| ----------- | -------- | ----- |
| Moldavi     | 78       | 14,61 |
| Ucraini     | 23       | 4,30  |
| Russi       | 18       | 3,37  |
| Gagauzi     | 375      | 70,22 |
| Bulgari     | 32       | 5,99  |
| Rumeni      | 0        | 0     |
| Altre etnie | 8        | 1,50  |